# سیارک ۹۰۸۲۶
سیارک ۹۰۸۲۶ (به انگلیسی: 90826 Xuzhihong، نامگذاری:1995TL1) نود هزار و هشتصد و بیست و ششمین سیارک کشف شده‌است که در ۱۴ اکتبر ۱۹۹۵ کشف شد.